# Ganodermites libycus
Ganodermites libycus — вид грибів, що належить до монотипового роду  Ganodermites.

## Поширення та середовище існування
Знайдений в Лівії в осаді лиману, із середньоранного міоцену.